# Ага Хан Кермани
Мирза Абдельхоссейн Ага Хан Кермани (1854—1896; перс. میرزا عبدالحسین آقاخان کرمانی‎) — иранский писатель и интеллектуал. По вероисповеданию был бабидом (религия, противопоставленная исламу). Зять Собх-и-Азаля, основоположника Азальского Бабизма.

## Детство
Ага Хан родился в небольшой деревне Машиз, Керман. Его отец Абдель-Рахим относился к керманской интеллигенции. Ага Хан получил традиционное образование на персидском и арабском языках, изучал литературу, риторику, логику, математику, право, историю и теологию. Будучи заинтересованным в феномене нравственности, он продолжил изучение философии — науки, считающейся венцом всех знаний.

## Жизнь
От одного из своих учителей Ага Хан узнал о бабизме и, по-видимому, обратился в эту религию. С огромным интересом он продолжал изучать новые для него идеологии и религии.
В 1883 году Ага Хан начал работать сборщиком налогов в Бардасире. Он был уволен после горячего спора с губернатором из-за дыры неизвестного происхождения в бюджете города.
После достижения 30 лет Ага Хан принял решение уехать из родной провинции. Он переехал в Исфахан и приступил к службе у Зель-аль-Султана. Он также вступил в литературный кружок, в котором обсуждались «новые прогрессивные идеи» для будущих произведений.
Несколько месяцев Ага Хан провёл в Тегеране, в 1886 году поехал в Мешхед, оттуда — в Стамбул через Решт и Баку. В этом же году он совершил поездку на Кипр, где познакомился с Мирзой Яшья Нури, известным как Собх-и-Азаль — основоположником бабизма. Ага Хан женился на его дочери и до конца жизни остался в Османской империи.

## Стамбульский период
Во время проживания в Стамбуле Ага Хан познакомился с западной наукой и написал бо́льшую часть своих произведений. Здесь же он выучил турецкий, французский и английский языки. Он зарабатывал на жизнь разными способами: переписывал рукописи, преподавал в персидской школе в Стамбуле, занимался репетиторством и писал статьи для газеты «Звезда» ( перс. اختر‎ ), критикующей правительство Персии.
В 1890 году Ага Хан начал общаться с бывшим иранским послом в Британии Мирзой Мальком-ханом, который публиковал в Лондоне политическую газету на персидском языке «Закон» ( перс.  قانون‎ ). Целью Мальком-хана было создание секретных обществ по масонской модели, чтобы «пробудить массы иранцев от интеллектуального и политического оцепенения». Ага Хан помог ему в создании и распространении в Стамбуле газеты проевропейской газеты авторства Мальком-хана. Эти действия и принадлежность Ага Хана к бабизму вызвали недовольство иранского правительства. Ага Хан был депортирован обратно в Иран. Его казнили в Тебризе в июле 1896.

## Творчество
Помимо статей для «Звезды» Ага Хан написал множество политических памфлетов, стихотворений, философских и богословских трактатов, сочетая в себе как сущность бабида, так и мусульманина-шиита: как шиит он подтверждал справедливость коранического откровения и свою веру в скорое возвращение двенадцатого имама; как бабид он защищал позиции лидера бабизма Собх-и Азаля.
Написание первого произведения Ага Хана — книги «Ризван» ( перс.  رضوان‎ ) — пришлось на все периоды творческой жизни автора — работа над книгой была начала в Кермане в 1878 году, продолжалась в Исфахане, завершилась в Стамбуле в 1887 году. Эта книга представляет собой своего рода подражание «Голестану» Саади, она содержит множество пословиц, поговорок, анекдотов, стихов и биографических записей.
Второе произведение Ага Хана — «Зеркало Эскандара» ( перс.  آئینه سکندری‎ ) — это труд по истории, охватывающий период с древних времён до прихода ислама в Иран. Завершённая в 1891 году, она была выпущена лишь в 1908.
«Восемь раев» ( перс.  هشت بهشت‎ ) — метафизический трактат, посвящённый бабизму, вдохновлённый западной и исламской теологической концепцией. Работа над трактатом была завершена в 1892 году.
За свою жизнь Ага Хан написал более десятка работ, основная часть которых посвящена истории Ирана, анализу религии, философии и осмыслению бабизма. Главным произведением автора считают «Три откровения» ( перс.  سه مکتوب‎ ). Оно описывает историю и общество Ирана с точки зрения европейских социально-антропологических теорий XIX века. Произведение выглядит как сборник писем от вымышленного персидского принца, живущего в Индии.
Некоторые работы автора были утрачены, вероятно, из-за конфискации его имущества во время ареста.